# Brachythecium longipes
Brachythecium longipes là một loài rêu trong họ Brachytheciaceae. Loài này được Broth. mô tả khoa học đầu tiên năm 1908.